# 敦刻尔克镇 (纽约州)
敦刻尔克（英語：Dunkirk）是位于美国纽约州肖托夸县的一个镇，地处肖托夸县北部，北靠伊利湖，建于1859年。该镇被敦刻尔克市分隔为东、西两部分。2010年美国人口普查时，该镇有1318人。其面积为6.3平方英里。